# George Sanders
George Sanders (São Petesburgo, Rússia em 3 de julho de 1906 — Barcelona, Espanha em 25 de abril de 1972) foi um ator britânico. Ele ganhou um Oscar de melhor ator coadjuvante por seu papel no filme A Malvada (1950).

## Biografia
Filho de mãe russa e pai britânico ele foi educado na Inglaterra e mais tarde naturalizou-se inglês.
Antes de ser ator ele trabalhou no que pode, mas estreou no teatro londrino e depois no cinema ainda na década de 1930. Seu primeiro filme foi "Dishonour Bright" de 1936.
Seus principais sucessos no cinema aconteceram na década de 1950 quando fez "A Malvada"; "Rebecca"; "Sansão e Dalila"; "Salomão e a Rainha de Sabá"; "O Retrato de Dorian Gray" e "Ivanhoé". Por sua interpretação em "A Malvada" ele ganhou o Oscar de melhor ator coadjuvante de 1950.
Casado e divorciado quatro vezes, ele se casou com duas famosas irmãs do cinema: Zsa Zsa Gabor e Magda Gabor.
Sanders se suicidou em um hotel de praia da Espanha e deixou duas cartas, em uma delas ele escreveu em inglês a seguinte frase: "Querido mundo, já vivi bastante e seria absurdo continuar. Deixo-vos com vossas brigas idiotas". Ele tinha 65 anos.
No seriado Batman, ele interpretou o Senhor Gelo em um episódio de duas partes da 1ª temporada (1966): "Descongelamento Instantâneo" (QueijoInstant Freeze) e "Ratos Gostam" (Rats Like Cheese).